# Marcus Sergius Silus

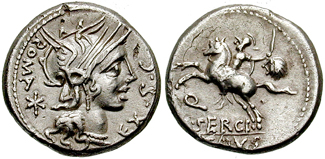
Die Rückseite dieses römischen Denars zeigt Marcus Sergius Silus zu Pferde mit dem Schwert in der Linken.

Marcus Sergius Silus (* im 3. Jahrhundert v. Chr.) war ein römischer Offizier und Politiker aus der Familie der Sergier. Er war der Urgroßvater von Lucius Sergius Catilina. Bekannt wurde Silus als erster überlieferter Träger einer Handprothese.

## Leben
In den römisch-gallischen Kriegen und dem Zweiten Punischen Krieg zeichnete Marcus Sergius Silus sich durch besondere Tapferkeit aus, soll insgesamt dreiundzwanzig Mal verwundet worden und zweimal aus karthagischer Kriegsgefangenschaft entkommen sein.:S. 173
Bei seinem zweiten Feldzug verlor er seine rechte Hand, woraufhin er sich um 200 v. Chr. eine eiserne Kunsthand (dextra ferrea, – wörtlich: rechte Eiserne) anfertigen ließ, mit der er auch einen Schild habe halten können. Karl Sudhoff stellte deshalb die Hypothese auf, die Prothese könnte über einen beweglichen Fingerblock verfügt haben, ähnlich den frühen Eisernen Händen der Renaissance. Da über ihre Konstruktion jedoch nichts bekannt ist, müssen alle Versuche einer Rekonstruktion spekulativ bleiben. Hand- beziehungsweise Armprothesen sind aus der Zeit der griechisch-römischen Antike ansonsten nicht überliefert, es gibt auch bis ins späte Mittelalter hinein keine archäologischen Hinweise.
Im Jahr 197 v. Chr. hatte M. Sergius Silus das Amt des Praetor urbanus inne.:S. 187 Als seine Kollegen ihn als körperlich Versehrten von den öffentlichen Opfern (die in seine Zuständigkeit als Stadtpraetor fielen) ausschließen wollten, wehrte Silus sich und hielt eine von Plinius in seiner Naturalis historia fragmentarisch überlieferte Rede, in der er auf seine Kriegstaten verwies.

## Nachkommen
Ein gleichnamiger Sohn oder Enkel ließ während seiner Amtszeit als Quästor Silbermünzen schlagen, auf deren Revers M. Sergius Silus zu Pferde mit dem Schwert in der linken Hand abgebildet war. T. Robert S. Broughton datiert die Münzen und damit die Quästur des Nachkommen auf die Zeit zwischen 99 und 94 v. Chr.; andere Datierungen ziehen auch die vorangegangenen Jahrzehnte ab 116/115 v. Chr. in Betracht.